# Plaid Cymru
Plaid Cymru ([plaɪd ˈkəmri] en español Partido de Gales) es un partido político independentista galés creado en 1925. Lucha por la independencia del país de Gales, nación constitutiva del Reino Unido, y defiende el idioma galés y la cultura asociada al mismo. El apoyo a Plaid Cymru se ha concentrado históricamente en las zonas rurales de habla galesa, situadas principalmente en el norte y el oeste del país.

## Historia

Mapa de Gales con las zonas con mayor porcentaje de hablantes maternos de lengua galesa en verde oscuro. Son en estas zonas donde el Plaid Cymru ha cosechado, históricamente, la mayoría de sus votos y de su apoyo popular.

El partido fue fundado el 5 de agosto de 1925 por miembros del Byddin Ymreolwyr Cymru, un partido nacionalista del norte de Gales, junto a Y Mudiad Cymreig, un movimiento nacionalista de carácter clandestino. Fue fundado bajo el nombre de Plaid Genedlaethol Cymru (Partido Nacional de Gales en castellano), pero pronto cambió su nombre por el actual. En inglés, es frecuente referirse al Plaid Cymru como Welsh Nationalist Party, esto es, el Partido Nacionalista Galés.
A pesar de autodenominarse "Partido de Gales", ha obtenido bajos niveles de apoyo electoral a lo largo de su existencia. En sus primeros años participó en pocos procesos electorales, prefiriendo concentrarse en la promoción de la lengua galesa y su cultura, reflejando una importante y duradera fractura en el nacionalismo galés alrededor de la cuestión de si es prioritaria la separación del Reino Unido o si bien, lo es únicamente la promoción de la cultura y lengua galesas.
Sin embargo, en 1966, Gwynfor Evans (por aquel entonces líder del partido) se convirtió en el primer MP del Plaid Cymru, al vencer en la circunscripción de Carmarthen al candidato del Partido Laborista. Evans perdió el escaño, que volvió a los laboristas en 1970, aunque volvió a ganarlo en 1974, período en el que el partido obtuvo dos parlamentarios más, también en zonas de mayoría de habla galesa.
Incluso a pesar de su relativamente pequeña base electoral (Gales enviaba a Londres 36 parlamentarios, la mayor parte de los cuales eran laboristas) obtuvo un notable peso político en los años siguientes. El apoyo al partido permaneció alrededor del 7 % del voto popular y, en 1979, volvió a perder en Carmarthen. De modo más significativo, perdió el referéndum sobre la autonomía (devolution o home rule) para Gales. A pesar de la ambivalencia con que se veía la autonomía desde Plaid Cymru, en tanto que opuesta a la separación sin más del Reino Unido, el resultado del referéndum provocó que muchos en el partido se cuestionaran la existencia del mismo.
En 1992 el partido obtuvo un cuarto parlamentario, de nuevo en otra zona con un elevado porcentaje de galesohablantes, y en 1997, un nuevo referéndum sobre la autonomía obtuvo una respuesta favorable del electorado, aunque por un estrecho margen. Este referéndum provocó que Plaid Cymru se convirtiese en la principal oposición al grupo laborista que gobernaba en este nuevo órgano, y pareció haber llegado a un electorado más allá del corazón del Gales rural y de habla galesa, venciendo en áreas industriales del sur del país que tradicionalmente habían apoyado al laborismo. Sin embargo, en las segundas elecciones a la Asamblea de Gales, celebradas en 2003, todos esos escaños volvieron al Partido Laborista.

## El Plaid Cymru en la era de la Asamblea
Las elecciones de 1999 fueron consideradas como una eclosión para el partido, que obtuvo escaños en lugares donde el galés se hablaba poco, como Islwyn. Muchos atribuyeron este aumento de los apoyos a los problemas que atravesaba el Partido Laborista, cuyo candidato a Primer Secretario de la Asamblea, Ron Davies, fue obligado a dimitir debido a un escándalo sexual. La subsiguiente lucha por el liderazgo hizo mucho daño a los laboristas (y en consecuencia, benefició a Plaid Cymru) después de que el partido interfiriera en el proceso y negara la victoria al popular Rhodri Morgan. 
El éxito de Plaid Cymru, sin embargo, duró poco. El presidente del partido, Dafydd Wigley, dimitió entre rumores de un complot contra su persona, y su sucesor Ieuan Wyn Jones no pudo imponer su autoridad, particularmente en el caso de los comentarios anglófobos del edil Seimon Glyn. También persistieron dudas sobre las evasivas del partido acerca de la independencia o separación de Gales. 
En las elecciones generales de 2001, Plaid Cymru perdió el escaño de Wyn Jones por Ynys Môn a manos de Albert Owen. Mayor decepción aún supusieron los resultados de las elecciones a la Asamblea de Gales de 2003. Pasó de tener 17 escaños a 12. Ieuan Wyn Jones dimitió como presidente de Plaid Cymru y de su grupo parlamentario el 8 de mayo.
El 15 de septiembre de 2003 el cantante folk Dafydd Iwan fue elegido como nuevo presidente de Plaid Cymru. Wyn Jones retuvo el liderazgo del grupo en la Asamblea de Gales, tras dimitir y replantearse la competición. Iwan pronto hizo girar a su partido hacia una política abiertamente independentista, una postura constitucional que apoya aproximadamente el 10 % del electorado galés. En las elecciones generales de 2005 Plaid Cymru perdió el escaño de Ceredigion, que fue a parar a los liberal-demócratas, dejando al partido con la representación parlamentaria más pequeña durante la última generación.
Plaid Cymru mantiene estrechos vínculos con el Partido Nacional Escocés (SNP) a través de la cooperación parlamentaria. Trabajan como un único grupo en el Westminster, y se implicaron en una campaña conjunta durante las elecciones generales de 2005. Ambos partidos formaron parte de la Alianza Libre Europea en el Parlamento Europeo hasta la salida del Reino Unido de la Unión Europea.
En las elecciones a la Asamblea Nacional de Gales en mayo de 2007 Plaid Cymru recuperó tres escaños, llegando a los 15 escaños. En las elecciones a la Asamblea Nacional de Gales de 2011 pasó a ser la tercera fuerza política del país de Gales, detrás del Partido Conservador, ganando solo 11 de los 60 escaños. Sin embargo, el partido fue instrumental en la victoria del "sí" en el referéndum del mismo año para ampliar los poderes legislativos de la Asamblea: proposición que fue aprobada por el 63 % de los votantes galeses. En 2012, el Plaid Cymru eligió por primera vez a una mujer, Leanne Wood, como líder del partido.

## Resultados electorales

### Asamblea de Gales
|  | 30,5 % |

|  | 19,7 % |

|  | 21,0 % |

|  | 17,9 % |

|  | 20,8 % |

|  | 20,7 % |

### Cámara de los Comunes del Reino Unido
|  | 0,003 % |

|  | 0,2 % |

|  | 0,3 % |

|  | 1,2 % |

|  | 1,2 % |

|  | 0,7 % |

|  | 3,1 % |

|  | 5,2 % |

|  | 4,8 % |

|  | 4,3 % |

|  | 11,5 % |

|  | 10,8 % |

|  | 10,8 % |

|  | 8,1 % |

|  | 7,8 % |

|  | 7,3 % |

|  | 9,0 % |

|  | 10,0 % |

|  | 14,3 % |

|  | 12,6 % |

|  | 11,3 % |

|  | 12,1 % |

|  | 10,4 % |

|  | 9,9 % |

|  | 14.8 % |